# Station Invergowrie
Invergowrie is een spoorwegstation van National Rail in Perth and Kinross in Schotland. Het station is eigendom van Network Rail en wordt beheerd door ScotRail. 